# Aminoalkanpolyphosponsäuren
Aminoalkanpolyphosphonsäuren sind eine Stoffklasse der organischen Chemie. Sie setzen sich aus mehreren Alkanphosphonsäureresten zusammen, die alle an ein zentrales Stickstoffatom gebunden sind.
Ein Beispiel ist das Trimethylphosphonsäureamin, das aus Ammoniak, Formaldehyd und Phosphonsäure synthetisiert werden kann:
{\displaystyle {\ce {NH3 + 3 H2CO + 3 H3PO3 -> N[CH2P(O)(OH)2]3}}}
Anwendung finden Aminoalkanpolyphosphonsäuren in Waschmitteln, insbesondere in ihrer Form als Natriumsalz.